# Чи Чжуцзэ
 Чи Чжуцзэ  (кит.  郗柱子, 1882 г., Дэчжаоинь, провинция Шаньси, Китай — июнь/июль 1900 г., Дэчао, провинция Хэбэй, Китай) — святой Римско-Католической Церкви, катехумен, мученик.

## Биография
Чи Чжуцзэ родился в деревне Дэчжаоинь, провинция Шаньси. Познакомившись с католиками, проживавшими в деревне, стал проходить уроки катехизации. В возрасте 17 лет решил принять католицизм. Осенью 1899 года  родители Чжи Чжуцзэ, боясь, что во время ихэтуаньского восстания пострадает их сын, запретили ему ходить в католический храм. Во время празднования китайского Нового года он отказался почтить языческих богов, за что был изгнан из семьи. Изгнанного Чи Чжуцзэ  приютила  у себя местная католическая община. Когда преследования христиан со стороны боксёров усилились, католики, приютившие Чи Чжуцзэ, предложили ему вернуться домой. Летом 1900 года Чи Чжуцзэ был задержан повстанцами, которые, чтобы проверить  вероисповедание Чи Чжуцзэ, предложили ему поклониться языческим статуям. Чи Чжуцзэ отважно ответил повстанцам, что он является католиком.   Сразу же после этого Чи Чжуцзэ подвергся жестоким истязаниям со стороны повстанцев и был убит.  Семья Чи Чжуцзэ, узнав о его героической смерти,  обратилась в католицизм. 
Чи Чжуцзэ был беатифицирован 17 апреля 1955 года Римским Папой Пием XII вместе с французским миссионером Леоном Мангеном и канонизирован 1 октября 2000 года Римским Папой Иоанном Павлом II вместе с группой 120 китайских мучеников.
День памяти в Католической Церкви — 9 июля.

## Источник
- George G. Christian OP, Augustine Zhao Rong and Companions, Martyrs of China, 2005, стр. 68